# Самуел фон Пуфендорф
Самуел фон Пуфендорф (на немски: Samuel von Pufendorf) е знаменит германски юрист, историк и философ. Изучава и се занимава с международно право, което се е използвало при взаимоотношенията между императора и местните владетели, както и в отношенията между последните. По покана на шведския крал Карл XI започва работа в катедрата по международно право в Университета в Лунд, Швеция.